# Gleinkerau
Gleinkerau ist eine Ortschaft und eine Katastralgemeinde der Gemeinde Spital am Pyhrn im Bezirk Kirchdorf an der Krems in Oberösterreich. Die Ortschaft hat 292 Einwohner (Stand 1. Jänner 2024).

## Geografie
Die Ortschaft südlich von Windischgarsten liegt an der Teichl und umfasst neben der Streusiedlung Gleinkerau den Ortsteil Eck sowie zahlreiche Einzellagen, das Ortsbild wird heute jedoch von einer Metallwarenfabrik dominiert, die sich im Jahr 2000 hier angesiedelt hat. Am 1. April 2020 umfasste die Ortschaft 126 Adressen.

## Siedlungsentwicklung
Zum Jahreswechsel 1979/1980 befanden sich in der Katastralgemeinde Gleinkerau insgesamt 309 Bauflächen mit 74.333 m² und 186 Gärten auf 437.576 m², 1989/1990 gab es 296 Bauflächen. 1999/2000 war die Zahl der Bauflächen auf 649 angewachsen und 2009/2010 bestanden 405 Gebäude auf 664 Bauflächen.

## Geschichte
Laut Adressbuch von Österreich waren im Jahr 1938 in Gleinkerau mehrere Landwirte ansässig.

## Bodennutzung
Die Katastralgemeinde ist land- und forstwirtschaftlich geprägt. 962 Hektar wurden zum Jahreswechsel 1979/1980 landwirtschaftlich genutzt und 836 Hektar waren forstwirtschaftlich geführte Waldflächen. 1999/2000 wurde auf 859 Hektar Landwirtschaft betrieben und 1.228 Hektar waren als forstwirtschaftlich genutzte Flächen ausgewiesen. Ende 2018 waren 829 Hektar als landwirtschaftliche Flächen genutzt und Forstwirtschaft wurde auf 1.218 Hektar betrieben. Die durchschnittliche Bodenklimazahl von Gleinkerau beträgt 28,6 (Stand 2010).